# Hagström Corvette
Hagström Corvette är en elgitarr som producerades av Hagström mellan åren 1963 och 1967 tillsammans med sin systermodell Impala, båda uppkallade efter berömda Chevrolet-modeller. Corvette tvingades i USA byta namn till Condor på grund av en namntvist med Gretsch. Dessa gitarrer drog Hagströms speciella design till sin yttersta spets. Kroppen var i grunden av fendertyp med två cutaways och ett långt övre horn med ett ganska kort och smalt undre horn som pekade snett nedåt. Den del av kroppen där kontrollerna normalt sitter var lite förstorad och gav gitarrens bakdel en distinkt "S"-kurva. Under strängarna och ned mot den "svullna" bakdelen satt ett plektrumskydd på vilket ett imponerande antal kontroller i glada färger satt monterade. Bland kontrollerna fanns separata Solo och Acc (rytm) knappar med varsin volymkontroll (varav volymkontrollen för Solo var ett skjutreglage). Tre röda knappar styrde olika tontype (Low Med High), och tre andra knappar fungerade som på/av reglade för pickuperna. Totalt 27 olika toneffekter skall man ha kunnat få ihop.
En speciell modell tillverkade på begäran av Ben Davis, ägaren till distributören Selmer i London: Futurama Automatic som en blandning av Impala och Corvettemodellerna. Denna gitarr producerades exklusivt för Selmer mellan åren 1962 och 1965.
Totalt tillverkades 1078 Corvettegitarrer